# Matteo Senarega
Matteo Senarega (né en 1534 à Gênes et mort le 21 décembre 1606 dans la même ville) est le quatre-vingtième doge de Gênes du 5 décembre 1595 au 4 décembre 1597.